# Jozef Prokeš
Jozef Prokeš (* 12. června 1950 Nitra) je slovenský politik, po sametové revoluci jeden ze zakladatelů Slovenské národní strany, její předseda a poslanec Slovenské národní rady, v letech 1992-1994 místopředseda slovenské vlády a poslanec Národní rady SR.

## Biografie
Základní a střední školu vystudoval v rodné Nitře. V roce 1973 absolvoval Přírodovědeckou fakultu Univerzity Komenského v Bratislavě (obor teoretická fyzika). Působil pak jako interní aspirant ve Fyzikálním ústavu Slovenské akademie věd. Od roku 1982 pracoval v podniku Západoslovenské elektrárny a pak se vrátil do SAV.
Do veřejného života se zapojil během sametové revoluce, kdy se podílel na organizování generální stávky a byl prvním předsedou odborového hnutí. V prvních měsících po sametové revoluci byl aktivní při zakládání organizace Slobodné slovenské odbory, která měla být samostatnou slovenskou odborovou centrálou. Tato koncepce ale byla poražena na slovenském odborovém sjezdu v březnu 1990, kdy se slovenské odbory rozhodly přistoupit do celostátní Československé konfederace odborových svazů. V březnu 1990 se podílel na založení Slovenské národní strany.
V březnu 1991 se stal předsedou SNS, přičemž jeho nástup do předsednické funkce, v níž vystřídal Víťazoslava Morice, měl stranu posunout ke konstruktivnější roli v politice. SNS v prvních měsících své existence ještě oficiálně nenastolila požadavek samostatného státu, pouze předpokládala velmi volný česko-slovenský svazek. Podle průzkumu veřejného mínění z března 1992 byl 4. nejdůvěryhodnějším slovenským politikem.
Ve volbách v roce 1990 a opět ve volbách v roce 1992 byl za SNS zvolen do Slovenské národní rady. Po volbách roku 1992 se stal místopředsedou SNR. Zůstal jím do listopadu 1993 (mezitím Slovenská národní rada po vzniku samostatného Slovenska oficiálně transformována na Národní radu Slovenské republiky, pak ho nahradil Ľudovít Černák.
Zároveň zasedl v druhé vládě Vladimíra Mečiara jako místopředseda vlády. Podle některých zdrojů byl místopředsedou kabinetu již od června 1992, podle jiných až od listopadu 1993. Na postu setrval do konce mandátu této vlády, tedy do března 1994.
V roce 1992 ho na postu předsedy SNS nahradil Ľudovít Černák. Byl pak opakovaně volen do Národní rady Slovenské republiky za SNS, kde zasedal do roku 2002. V roce 2003 ho SNS navrhla jako kandidáta na prezidenta Slovenské republiky. Voleb se ale nakonec nezúčastnil. V parlamentních volbách na Slovensku roku 2006 kandidoval neúspěšně za odštěpeneckou formaci Slovenská národná koalícia - Slovenská vzájomnosť (SLNKO), kterou založil Víťazoslav Moric.
V letech 1998-2002 zastával rovněž post primátora Nitry. Je ženatý, má dvě děti.